# Синагога Охель Леа
Синагога Охель Леа (Ohel Leah Synagogue, בית הכנסת אהל לאה, Beit Ha-Knesset Ohel Leah, 猶太教莉亞堂) — старейшая гонконгская синагога, расположенная в районе Мид-левелс, на пересечении Робинсон-роуд и Касл-роуд. Расположенные рядом с ней Еврейский общинный центр и Еврейский клуб отдыха вместе образовывали кластер еврейской религиозной и общинной жизни Гонконга (большинство евреев города до сих пор проживают в окрестностях синагоги). Первоначально синагога была создана багдадскими евреями, затем находилась под управлением конгрегации испанских и португальских евреев Лондона. Сегодня синагога Охель Леа полностью независима и объединяет под своей крышей всех евреев диаспоры (формально принадлежит к ортодоксальному модернизму, но её посещают сторонники и любавичского хасидизма, и реформистского иудаизма, и консервативного иудаизма).

## История
Двухэтажная синагога Охель Леа была построена в 1901—1902 годах в стиле колониальной сефардской архитектуры по проекту гонконгской фирмы «Leigh & Orange» (ныне синагога оказалась зажата между высотными жилыми комплексами). Строительство велось на средства богатых сефардов-купцов Джейкоба, Эдварда и Мейера Сассун, прибывших в Гонконг из Индии (своё имя синагога получила в честь матери братьев — Леи Сассун). Много для развития синагоги сделал её почётный президент Мэтью Натан — единственный еврей на посту губернатора Гонконга (1904—1907), при котором здание претерпело первые изменения. В 1937 году территория синагоги была расширена, а деревянная крыша заменена из-за повреждений, нанесённых термитами. Во время японской оккупации (1941—1945) здание синагоги не пострадало, но Еврейский клуб отдыха, построенный по соседству в 1907 году, был полностью разрушен (в 1949 году клуб был отстроен, однако в 1994 году его снесли, чтобы освободить место для высотного строительства). В 1961 году в синагогу был назначен первый официальный раввин, в 1987 году она была причислена к историческим памятникам I категории (хотя велись разговоры о сносе здания). В 1998 году синагога подверглась масштабной реставрации стоимостью 6 млн ам. долларов, после чего вернула свой внешний вид и интерьеры к их исходному состоянию (реставрация получила премию ЮНЕСКО за сохранение культурного наследия в 2000 году).